# Lepidosaphes melaleucae
Lepidosaphes melaleucae är en insektsart som först beskrevs av William Miles Maskell 1896.  Lepidosaphes melaleucae ingår i släktet Lepidosaphes och familjen pansarsköldlöss. Inga underarter finns listade i Catalogue of Life.